# Luis Venegas de Henestrosa
Pour les articles homonymes, voir Venegas.
Luis Venegas de Henestrosa (vers 1510, Ecija, actuelle province de Séville - 27 décembre 1570, Taracena, un faubourg de Guadalajara) est un compositeur espagnol, actif pendant la période dénommée Siècle d'or espagnol.
Sa vie est peu connue. Il fit partie de la maison du cardinal Juan Pardo de Tavera (1472-1545), archevêque de Saint-Jacques-de-Compostelle puis de Tolède, personnage influent et mécène. Il apparaît dès les premières années 1530 parmi les salariés du cardinal, au service de qui il restera jusqu'à la mort du prélat. Il était vraisemblablement prêtre, il est mentionné en 1543 comme curé de la paroisse de Hontova (aujourd'hui Hontoba, province de Guadalajara).

## Œuvres
Il publia en 1557, à Alcalá de Henares chez Juan de Brocar, le Libro de cifra nueva para tecla, Arpa y Vihuela, dont on ne connaît que 2 exemplaires conservés à la Bibliothèque Nationale de Madrid.
Il contient plus de 200 pièces pour harpe, clavier ou vihuela.
Le but de ce volume était la démonstration d'une tablature de chiffrage de la musique mise au point par Henestrosa lui-même, contenant des indications sur les doigtés et les principes de la notation mesurée. La plupart des pièces sont des transcriptions ou arrangements de morceaux d'autres compositeurs, espagnols et français nommément identifiés, dans des genres variés : danses, fantaisies instrumentales, pièces vocales profanes ou sacrées. Certaines pièces sont peut-être des œuvres originales de Henestrosa lui-même, sans qu'on en ait la preuve formelle.

## Discographie
- Libro de Cifra Nueva - Genoveva Gálvez, clavicembalo et clavicorde (1973, Hispavox Coleccion de Musica Antigua Espanola / EMI)
- Libro de Cifra Nueva, 31 pièces - Paola Erdas, clavecin italien « F.A. 1677 », de la collection Kenneth Gilbert (1997, Stradivarius) (OCLC 41559594)
- La Musique de Cour des Rois Catholiques et Charles Ier (avec des pièces de Diego Ortiz) - Capella Virelai, Jordi Requant (2008, La Ma de Guido)

Anthologies :
- Music for Philip of Spain - Charivari Agréable (1999, Signum)
- Canto del Cavallero - Jose Miguel Moreno (mai 1992, Glossa GCD 920101)
- O Lux Beata, renaissance Harp Music - Becky Baxter (2000, Dorian/ Naxos)
- El Arte de Fantasia, 11 pièces - Andrew Laurence-King, The Harp Consort (2004, Harmonia Mundi)
- Ministriles Reales - Hesperion XX & XXI, Jordi Savall (2009, Alia Vox)